# Württembergia

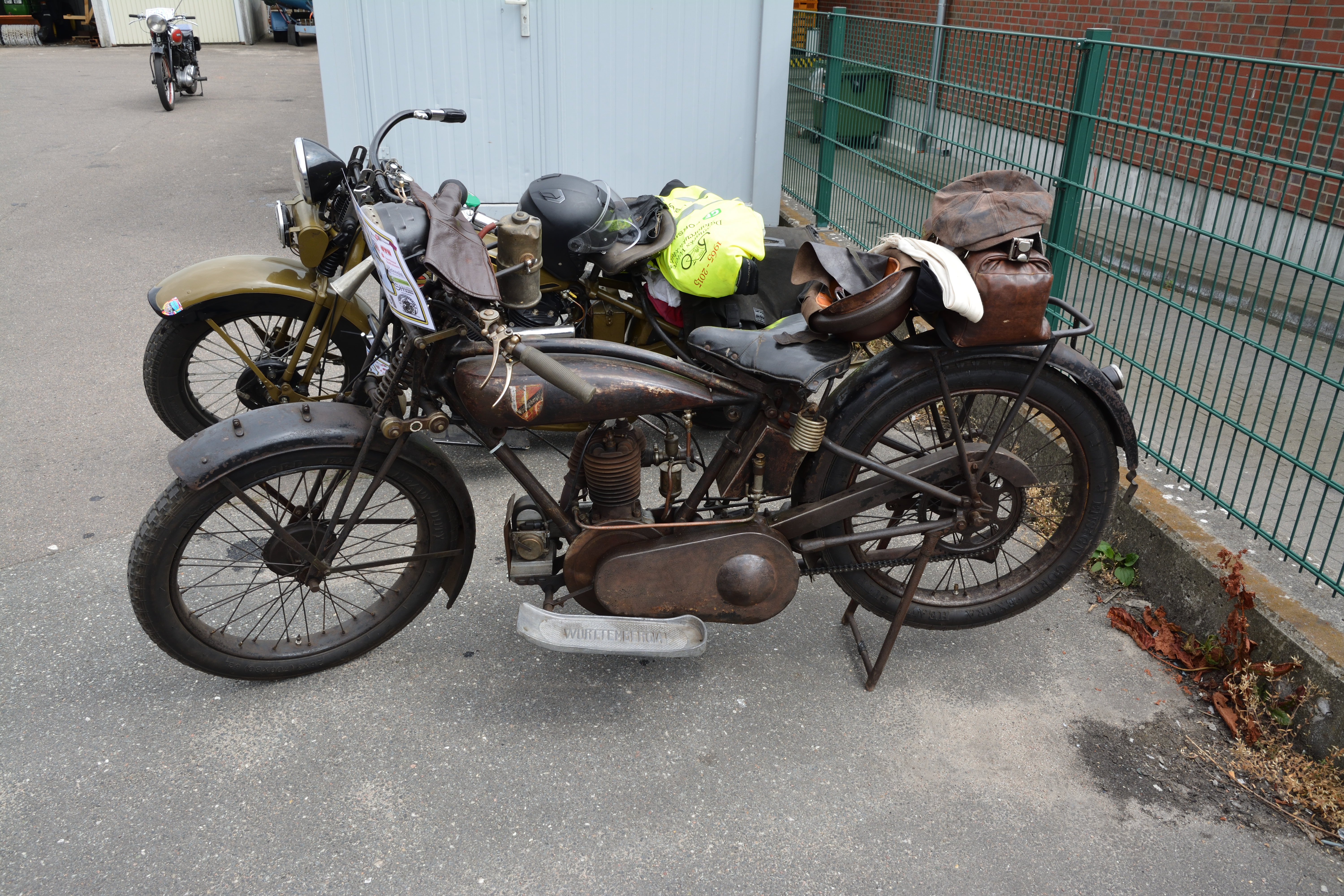
Im Vordergrund eine lauffähige Würtembergia

Die Württembergia AG stellte zwischen 1925 und 1933 in Berlin und ab 1928 in Velten Motorräder her. Es handelte sich um einen sogenannten Konfektionär. Zunächst wurden J.A.P.-Motoren verwendet, später rüstete das Unternehmen seine Maschinen ausschließlich mit britischen Blackburne-Motoren aus. Die Getriebe stammten von Sturmey-Archer, Burman oder später von Hurth.
Der Firmenchef starb 1930 und die Witwe verkaufte das Werk an ein jüdisches Konsortium. Mit der Machtergreifung der Nationalsozialisten musste dieses jedoch 1933 aufgegeben werden.
Etwa 50 Motorräder der Württembergia AG blieben erhalten.

## Bilder

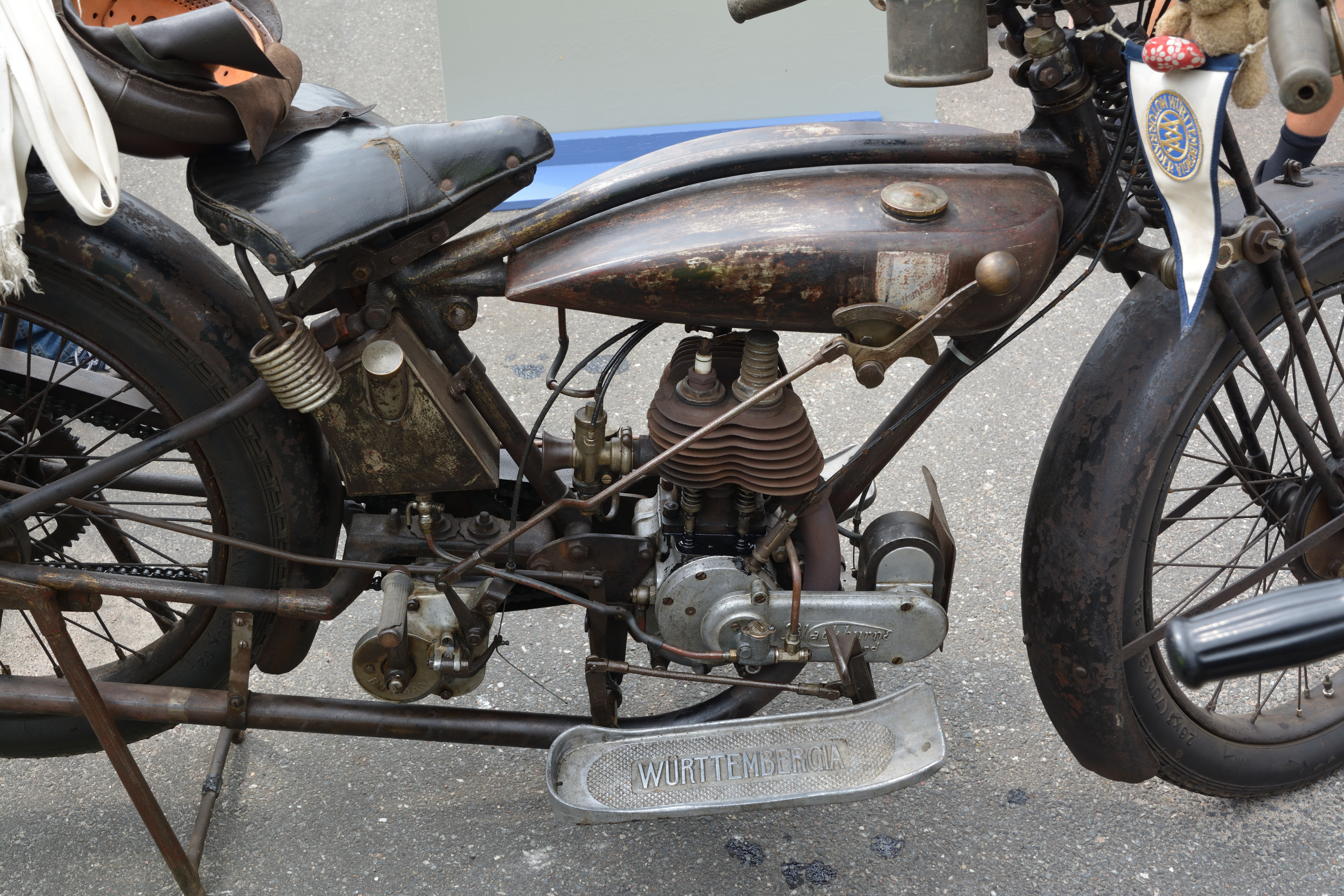
Motor von Blackburne
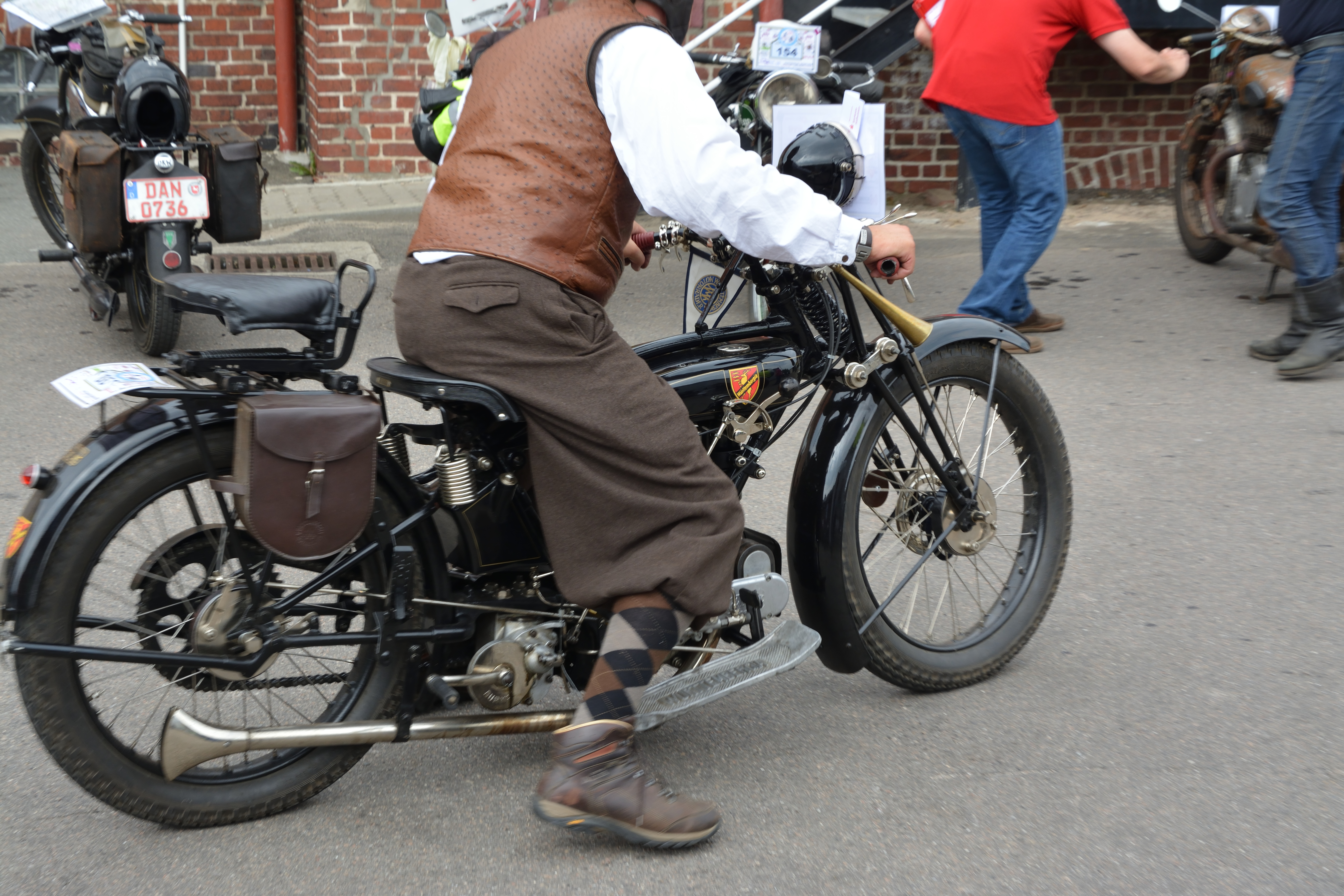
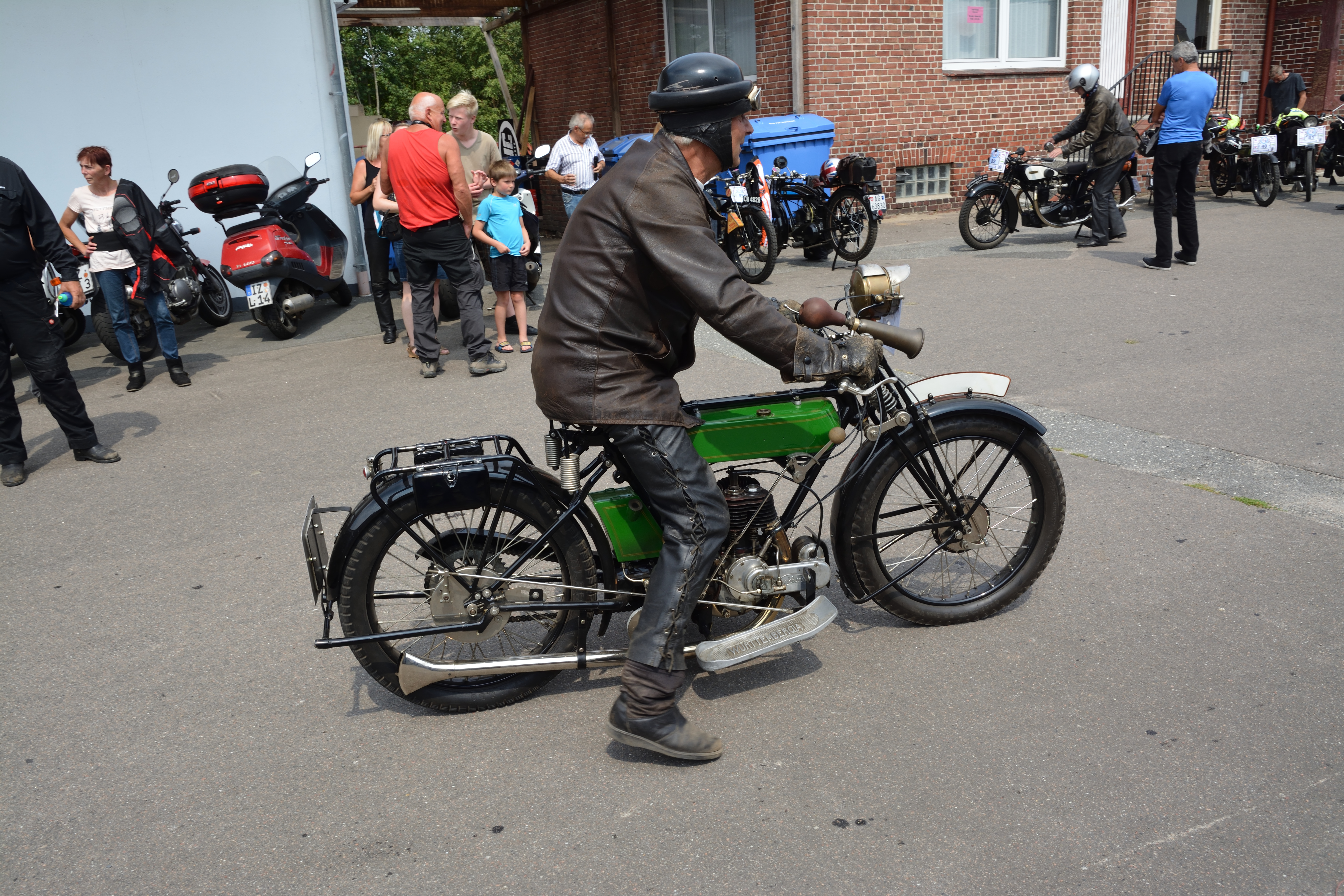
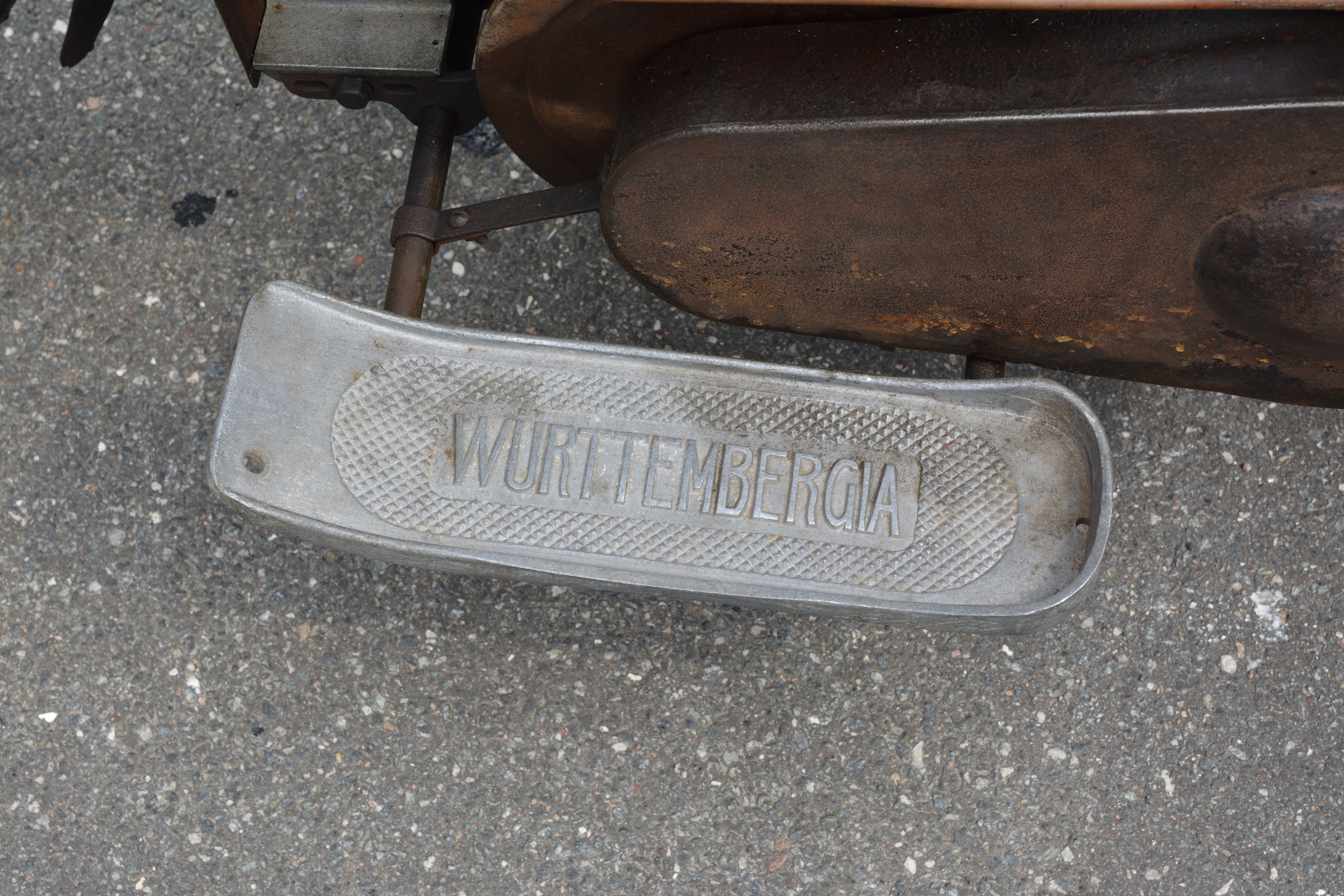
Fußraste